# Adźmer
Adźmer (dewanagari अजमेर, ang. Ajmer) – miasto w północno-zachodnich Indiach, w stanie Radżastan.
Miasto położone jest w górach Arawali, na wysokości około 900 metrów n.p.m., przy linii kolejowej z Delhi do Bombaju.
Około 500 tys. mieszkańców.
 Dawniej stolica stanu Adźmer. W roku 1956 zostało przyłączone do stanu Radżastan.
Centrum przemysłowo-handlowe, przetwórstwo bawełny.